# Hiitolanjoki
Hiitolanjoki eller Kokkolanjoki är ett vattendrag i Finland och Ryssland. Källan är sjön Kivijärvi i den sydöstra delen av Finland. Den rinner ut i Ladoga och  ingår i Hiitolanjokis huvudavrinningsområde.  
Vattendraget restaureras under åren 2021-2023 genom att kraftverksdammarna rivs år 2021 vid Kangaskoski, 2022 vid Lahnasenkoski och 2023 vid Ritakoski samt forsarna återställs.